# Heptathela hunanensis
Heptathela hunanensis is een spinnensoort uit de familie Liphistiidae. De soort komt voor in China.